# Nmap
Nmap (Network Mapper) is een opensource-netwerkscanner, oorspronkelijk geschreven door Gordon Lyon (ook bekend onder het pseudoniem Fyodor Vaskovich) en in september 1997 gepubliceerd in het magazine phrack. Nmap werd initieel opgezet als een generieke port scanner voor het Linux-besturingssysteem maar heeft in de loop der jaren veel bijkomende functionaliteit en ondersteuning voor andere besturingssystemen gekregen.

## Functionaliteit
De functionaliteit bestaat onder meer uit:
- Host-discovery: het ontdekken van op een netwerk aanwezige hosts. Dit kan onder meer gebeuren door zogenoemde ping- of arpscans
- Port-scanning: het ontdekken welke poorten op een of meerdere doelcomputers luisteren.
- Versiedetectie: het door ondervraging van het doelsysteem ontdekken welke services inclusief de versie daarvan het systeem aanbiedt
- OS (besturingssysteem)-detectie: het bepalen welk besturingssysteem de doelcomputer gebruikt.
- Nmap Scripting Engine (NSE): een op Lua gebaseerd scriptingsysteem waarmee functionaliteit vrij eenvoudig uit te breiden is met bijvoorbeeld het testen op aanwezige kwetsbaarheden in het doelsysteem.

Nmap wordt veelal gebruikt voor het inventariseren van computersystemen en netwerken en het testen van de beveiliging daarvan. Zoals veel computerbeveiligingsgereedschappen kan het door zowel beheerders van systemen als door kwaadwillenden gebruikt worden.
Vanaf versie 2.2 kreeg Nmap ook een grafische gebruikersomgeving. Oorspronkelijk was dit NmapFE (Nmap Front End) geschreven door Zach Smith. Startend bij ontwikkelversie 4.22 werd deze vervangen door Zenmap. Vanaf 2004 is Nmap elk jaar deelnemer geweest van Googles Summer of Code.

## Publiciteit
In 2009 verscheen van de hand van Fyodor een boek met uitvoerige uitleg over het gebruik van Nmap, een deel van dat boek is online te lezen. Nmap verscheen ook in verschillende films waaronder The Matrix Reloaded, The Bourne Ultimatum en Die Hard 4.0.